# Parc de Lilla Blecktorn
Le parc de Lilla Blecktorn (en suédois : Lilla Blecktornsparken) est un parc du quartier de Södermalm à Stockholm en Suède. 

## Description
Lilla Blecktornsparken est situé dans le coin sud-ouest de l'intersection de Katarina Bangata et Ringvägen et au nord de Stora Blecktornsparken.
Le parc Lilla Blecktornsparken est situé en contrebas rues environnantes et est encadré par de grands arbres. Il compte une aire de sport extérieure, des courts de tennis et des terrains de jeux de balle au sud-ouest et à côté de Katarina Bangata se trouve une pataugeoire en forme d'étoile.
Au centre du parc se trouvent de grandes zones de pelouses et des arbres isolés. 
Les plantes vivaces se trouvent principalement dans les parties nord-est du parc. Il y a également un bâtiment entouré d'un escalier en bois qui abrite un restaurant avec terrasse en été. 
Au sud, le parc est délimité par une pente naturelle.

## Histoire
Le parc tire son nom du manoir Lilla Blecktornet, construit en 1787 pour le fabricant Niklas Sjöberg et qui existe toujours dans la partie sud-est du parc. Une partie du parc et du jardin du manoir fait désormais partie du Lilla Blecktornsparken.
Le parc a été construit entre 1929 et 1937 selon les dessins de Per Olof Hallman. Le parc s'appelait auparavant Hammabylunden, mais son nom actuel a été choisi en 1963. 
Dans le parc, à l'entrée sur la rue Katarina Bangata, se trouve le restaurant Bleck.
Deux autres terrains de balle ont été construits en 1946.
La pataugeoire en forme d'étoile et bordé de pierres a été conçu par l'architecte paysagiste Erik Glemme et a été achevé en 1947. 
De 2015 à 2017, le parc a fait l’objet de vastes rénovations. 
le parcours de mini-golf a été déplacé, de nouvelles plantations, une salle de sport extérieure et des équipements de jeux ont été ajoutés, et la pataugeoire et les terrains de balle ont été rénovés.
L'intention était que le parc soit « développé comme un parc de quartier accueillant avec des destinations attrayantes pour différents âges, en mettant l'accent sur l'activité et les rassemblements ». 
Le caractère original du parc, basé sur le parc d'activités des années 1940, est préservé et raffiné.

## Galerie

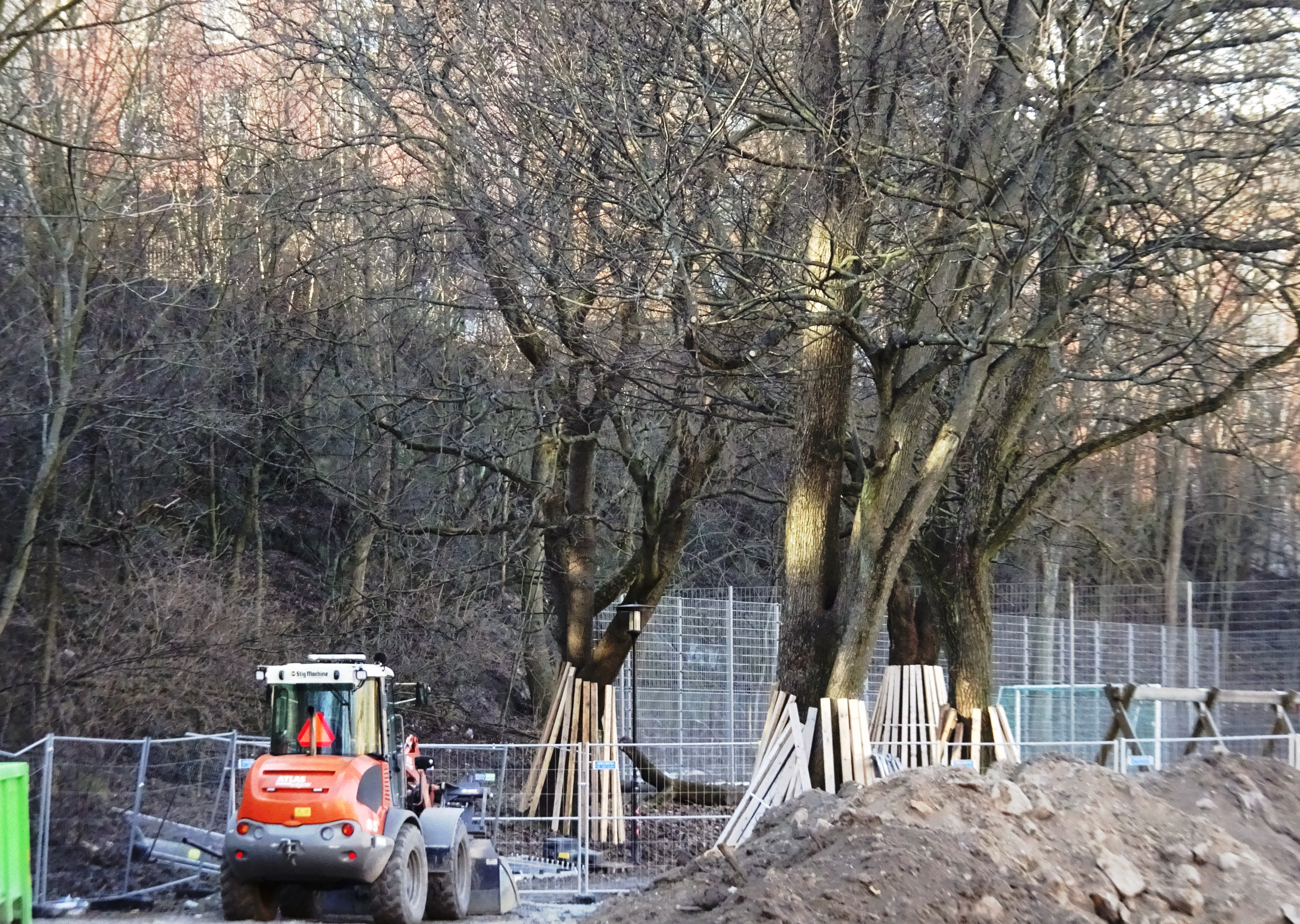
Travaux en 2017.